# Panhard & Levassor Type X18
Der Panhard & Levassor Type X18 ist ein Pkw-Modell der 1910er Jahre. Hersteller war Panhard & Levassor in Frankreich.

## Beschreibung
Die Fahrzeuge haben einen ventillosen Schiebermotor nach einer Lizenz von Charles Yale Knight. Im Motorcode „RK6F“ steht das „K“ für Knight und die „6“ für die Anzahl der Zylinder.
Der Sechszylinder-Reihenmotor hat 100 mm Bohrung, 140 mm Hub und 6597 cm³ Hubraum. Er wurde auch 30 CV genannt. Die Leistung des Frontmotors wird über ein Vierganggetriebe und eine Kardanwelle an die Hinterachse übertragen.
Abbildungen zeigen einen offenen Torpedo mit zwei Sitzreihen.
Die Produktion lief von Juli 1912 bis Juli 1914. In den einzelnen Kalenderjahren wurden 14, 14 und 2 Fahrzeuge hergestellt. Zusammen sind das 30 Fahrzeuge, von denen 14 exportiert wurden.
Vorgänger waren Type U1 und Type U3. Der zeitweise parallel angebotene Type Y hatte einen Motor mit denselben Zylinderabmessungen, aber mit gewöhnlichen Ventilen und außerdem Kettenantrieb. Nachfolger wurde der Type X24.